# Лядвенец топяной
Лядвенец топяной (лат. Lotus pedunculatus) — вид многолетних травянистых растений рода Лядвенец (Lotus) семейства Бобовые (Fabaceae). Кормовое растение.

## Ботаническое описание

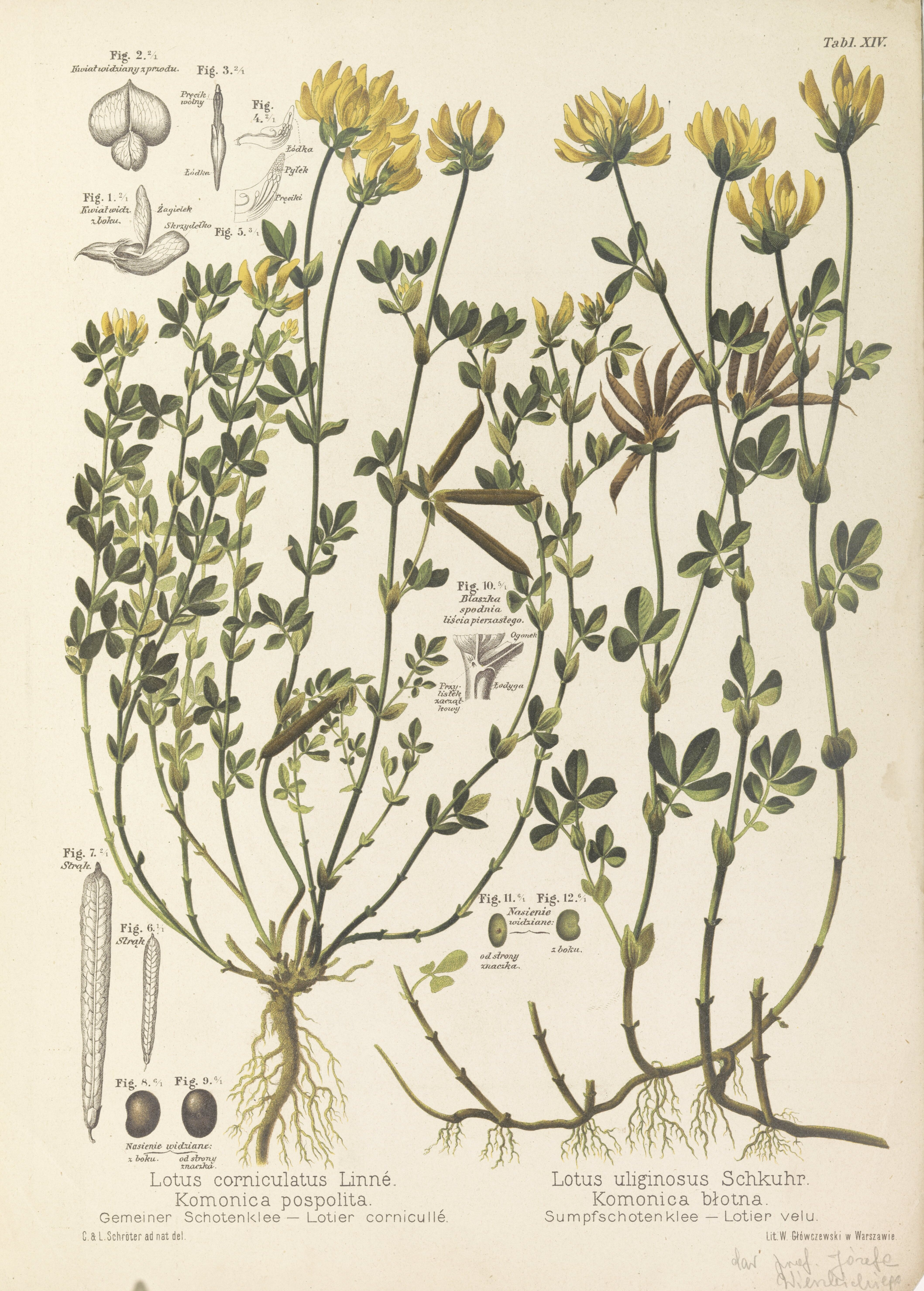

Многолетнее травянистое растение. Прямостоячие или восходящие, в основном голые стебли полые длиной от 20 до 90 см. Образуются побеги, покрытые нижними листьями.
Листья бесстебельные, расположены на стебле поочередно. Стеблевые листья состоят из трех пальчатых, цельнокрайних листочков на стебле и двух листочков, примерно вдвое меньших, чем стеблевые, у основания. Листочки широколанцетные или обратнояйцевидные, на их нижней стороне хорошо заметны боковые жилки. На каждом листе имеется два крошечных прилистника.
Цветёт в июне-июле, стебель соцветия в три-четыре раза длиннее несущего листа. Зонтичное соцветие содержит от пяти до двенадцати (до 15) цветков.
Гермафродитные цветки зигоморфные, пятилепестковые с двойным околоцветником. Чашечка длиной 6-7 мм в два раза меньше венчика. Пять одинаковых, обычно длинных реснитчатых зубцов чашечки отогнуты наружу на бутонах, с заостренной бухтой между двумя верхними зубцами чашечки. Жёлтый венчик 10-14 мм в длину имеет типичную мотыльковую форму. Перед цветением лепестки часто приобретают красный цвет. Они длинночерешковые. Семянка изогнута вверх, клюв и верхний конец светлого цвета. Десять тычинок, за исключением верхней, сросшиеся вместе.
Плод — голый боб, прямой, длиной от 1,5 до 3 см, шириной около 2 мм, содержит множество семян. Клапаны стручка закручиваются, когда он разрывается. Семена желтовато-зелёные в свежем виде, темно-зелёные или коричневатые в сухом. Мезоморфный, геломорфный гемикриптофит. Опыляется насекомыми.
Число хромосом — 2n = 12.

## Распространение и экология
Широко распространён в Европе и Северной Африке. Встречается в качестве неофита в Австралазии, Океании, Северной и Южной Америке.
Обычно произрастает в полутенистых местах на относительно бедных питательными веществами, слабокислых или умеренно щелочных почвах. В Центральной Европе является характерным видом ассоциации Calthion, но также встречается в ассоциации Juncion acutiflori, в ассоциации Molinion и во влажных Arrhenatheretes.
В Швейцарии значения экологических показателей согласно Ландольту: индекс влажности F = 4w+ (очень влажный, но сильно колеблется), индекс освещенности L = 3 (полутенистый), индекс реакции R = 3 (от слабокислой до нейтральной), индекс температуры T = 3+ (субгорный и верхнеколлинеарный), индекс питательности N = 4 (богатый питательными веществами), индекс континентальности K = 2 (субокеанический), солеустойчивость 1 = толерантный.

## Таксономия
Впервые Lotus pedunculatus был научно описан в 1793 году испанским натуралистом Антонио Хосе Каванильесом. Видовой эпитет pedunculatus означает «с цветком на ножке».